# جسد الساعة الرملية

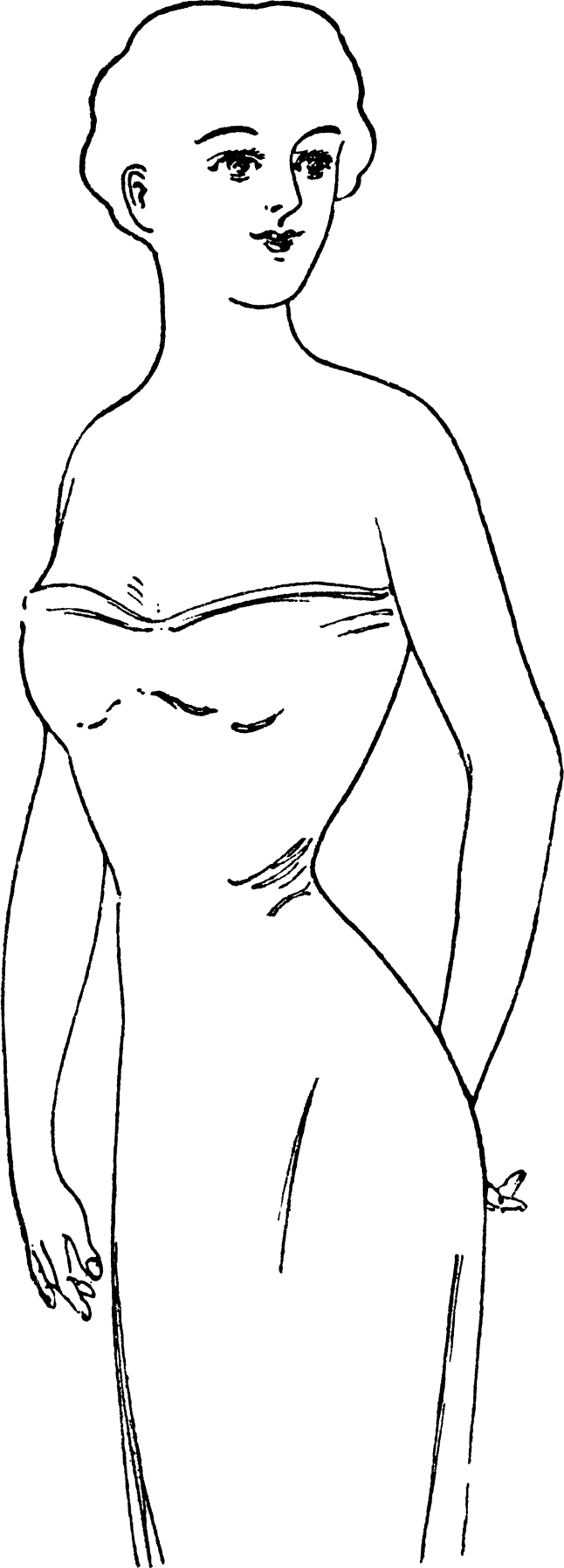

شكل الساعة الرملية هو أحد الأشكال التقليدية الأربعة التي تستخدمها صناعة الموضة لوصف أجسام النساء. الأشكال الأخرى هي المستطيل والمثلث المقلوب والملعقة. قياسات جسد المرأة هي ما تحدد شكل الساعة الرملية، وخاصةً الخصر والمؤخرة والأرداف. جسد الساعة الرملية يتصف بمؤخرة كبيرة وخصر نحيف وأرداف ممتلئة مثل المؤخرة. سُمي هذا الشكل على اسم الساعة الرملية بسبب التشابه بينهما، حيث النصف العلوي والسفلي واسعان ومتساويان أما المنتصف نحيف. النساء ذوات أجساد الساعة الرملية يلفت النظر ويحصلن على الإعجاب. وهذا قد يضع ضغطًا على النساء ذوات الأجسام المختلفة، ويجعلهن يرغبن في الحصول على جسدٍ مماثل.هذا يؤدي إلى الشعور بعدم الرضا عن الجسد، وبالتالي يسبب اضطراب الطعام لدى الشابات حول العالم.